# Bohdan Andruszkowicz Sakowicz
Bohdan (Bogdan) Andrzejewicz (Andruszkowicz) Sakowicz (zm. 1491) – bojar litewski, działacz polityczny Wielkiego Księstwa Litewskiego, wojewoda trocki od 1484.

## Życiorys
Najstarszy syn Andruszki Sakowicza, wojewody trockiego, wnuk Stanisława Saka, starosty dubińskiego, który aktem unii horodelskiej został adoptowany do polskiego herbu Pomian.
W dokumentach występuje m.in. jako Bohdanus, heres de Wyaszenya, domini regis cubicularius. Wzmiankowany po raz pierwszy jako jeniec krzyżacki po bitwie pod Chojnicami (1454). 
Wielokrotnie powierzano mu misje dyplomatyczne: jako namiestnik (starosta) połocki brał udział w ustalaniu granicy z inflancką gałęzią zakonu krzyżackiego w 1473, z ramienia króla polskiego i wielkiego księcia litewskiego Kazimierza Jagiellończyka posłował do chana krymskiego Mengli I Gireja (1473) oraz do Wielkiego Księstwa Moskiewskiego w 1474 i w 1482 r. W 1485 r. organizował wojskowe posiłki litewskie na wojnę z Turcją. Uczestniczył w rozmowach z zakonem krzyżackim w 1487 r.
Kolejno pełnił następujące urzędy: namiestnik (starosta grodowy) brasławski (1463–1474), marszałek hospodarski (1463–1477), namiestnik (wojewoda) połocki (1477-1484), marszałek ziemski litewski od 1480, wojewoda trocki od 1484.
Do dóbr Bohdana Sakowicza należały m.in. posiadłości Niemenczyn, Hruzdowo, Dołhinów, Stary Miadzioł.
Miał córkę Elżbietę, żonę Mikołaja Radziwiłła, kanclerza wielkiego litewskiego i wojewody wileńskiego.
Zmarł między styczniem a kwietniem 1491 r. Był jednym z najbardziej wpływowych przedstawicieli bojarstwa litewskiego za panowania Kazimierza Jagiellończyka.